# Povijesni spisi napisani u Starom gradu Visokom
Primarna funkcija Starog grada Visokog je bila ona obrambena, ali također je bilo mjesto odakle su bosanski vladari pisali mnoge povelje i spise. Prvi spomen Starog grada Visokog bilo je 1. rujna 1355. godine u povelji mladog bana Tvrtka I. Kotromanića pod nazivom "in castro nostro Visoka vocatum". I poslije toga su spisi i povelje često pisane u samom Starom gradu Visokom.

## Popis pisanih spisa
- 1355. Tvrtko I Kotromanić piše povelju "in castro nostro Visoka vocatum".[1]
- 1398. godine Priboje Masnović, kaštelan (knez) grada primljen je za dubrovačkog građanina. Prema ovom historijskom izvoru zaključuje se da je sjedište velikog kneza bosanskog bilo u samom gradu-tvrđavi.[1]
- 1402. godine bosanki kralj Stjepan Ostoja izdaje povelju "pod gradom Visoki".[1]
- 1404. godine kralj Ostoja izdaje povelju "pod Visokim".[1]
- 1404. godine izdate su "pod gradom Visoki" dvije isprave koje su bile predmet sudskog spora u Dubrovniku. I dalje se tokom prve polovine 15. stoljeća podgrađe grada Visoki zove dvojako "Podvisoki" i "pod gradom Visoki" (kao na primjer u poveljama kralja Ostoje 1409. i Tvrtka II 1422. godine, te u mnogim dokumentima koji se najviše odnose na trgovačke poslove).[1]
- 1420. godine razbolio se veliki knez bosanski Batić Mirković "na Visokom", a pokopan je na svojoj plemenitoj baštini u selu Kopošićima blizu grada Dubrovnika (općina Ilijaš).[1]
- 1429. i 1436. godine veliki knez Tvrtko Borovinić piše isprave "na Visokom". Potonja isprava je i zadnji direktni pisani izvor o visočkom gradu.[1]

## Unutarnje poveznice
- Visoko
- Visočica (brdo kod Visokog)
- Bosanske piramide
- Piramida Sunca
- Stari grad Visoki
- Visoko u srednjem vijeku
- Povijest Bosne i Hercegovine

## Vanjske poveznice
- O Starom gradu Visokom na službenim stranicama Povjerenstva za očuvanje nacionalnih spomenika BiH  Arhivirana inačica izvorne stranice od 30. ožujka 2012. (Wayback Machine)

### Ostali projekti
|  | Zajednički poslužitelj ima stranicu o temi Stari grad Visoki    |
|  | Zajednički poslužitelj ima još gradiva o temi Stari grad Visoki |